# Follo tingrett
Follo tingrett was een tingrett (kantongerecht) in de Noorse fylke Akershus. Het gerecht was gevestigd in Ski. Op 26 april 2021 fuseerde Follo tingrett met Heggen og Frøland tingrett tot de Follo og Nordre Østfold tingrett.
Het gerechtsgebied omvat de gemeenten Enebakk, Frogn, Nesodden, Vestby, Ås en Nordre Follo. Het gerecht maakt deel uit van het ressort van Borgarting lagmannsrett. In zaken waarbij beroep is ingesteld tegen een uitspraak van Follo zal de zitting van het lagmannsrett meestal worden gehouden in Oslo.